# Гувитан-С
Гувитан-С (Guvitan-C) – кормовая добавка на основе натриевых солей гуминовых кислот, получаемое в результате температурно-щелочного воздействия на осоко-низинный торф.

Препарат применяют крупному рогатому скоту, поросятам и сельскохозяйственной птице с лечебной и профилактической целью при заболеваниях желудочно-кишечного тракта, нарушениях обмена веществ и в целях повышения не специфической резистентности и продуктивности животных.

По степени воздействия на организм относится к малоопасным веществам (4 класс опасности по ГОСТ 12.007-76), в рекомендуемых дозах хорошо переносится животными, не обладает эмбриотоксическими, тератогенными и гепатотоксическими свойствами

## Введение
В условиях техногенного загрязнения окружающей среды отмечается снижение иммунобиологической реактивности организма и, как следствие – повышение заболеваемости животных.
В настоящее время назрела необходимость в разработке новых препаратов, позволяющих осуществлять как общую детоксикацию организма животных за счет выведения из него токсичных веществ, так и предотвращающих переход и кумуляцию техногенных поллютантов в продукцию животноводства. Чрезвычайно важно внедрение в ветеринарную практику средств, изготовленных из натурального сырья, способствующих повышению устойчивости к неблагоприятным условиям среды, снижению заболеваемости, падежа и ускорению роста животных. Определенная роль в решении перечисленных проблем отводится гуматам.

## Характеристика Гувитан-С
Гуминовые вещества (от лат. humus – земля) впервые были выделены в 1786 году немецким ученым Францем Карлом Ашаром из торфа. Позднее источниками для получения ряда препаратов на основе гуминовых кислот стали служить почвы, сапропель и бурые угли. В России гуминовые препараты, изготавливаемые из торфа, используются для подкормки сельскохозяйственных животных с начала второй половины XX века по настоящее время.
Препараты, изготовленные на основе гуматов, содержат аминокислоты, полисахариды, углеводы, витамины, макро и микроэлементы, гормоноподобные вещества. Они относятся к высокомолекулярным соединениям, характеризуются устойчивостью, полидисперсностью.

Гуматы обладают сорбционными, ионообменными и биологически активными свойствами. В литературе накопился экспериментальный материал, доказывающий, что использование гуматов обеспечивает экологическую чистоту продукции на фоне ионизирующей радиации и загрязнения окружающей среды гербицидами, пестицидами, соединениями тяжелых металлов и другими токсичными веществами.
Гувитан-С выпускается в сухом виде в заварочных пакетах из фильтрующего нетканого материала, перед употреблением необходимо приготовить маточный раствор.
Для приготовления маточного раствора Гувитан-С фильтрующий пакет весом 1 кг заливается 25 литрами горячей воды с температурой 80 °C и настаивается 12 часов. По истечении указанного времени пакет отжимается, и полученный раствор готов к применению.

## Токсичность Гувитан-С для животных
Исследования по определению острой и хронической токсичности ветеринарного препарата Гувитан-С для животных проведено на базе ГНУ Уральский научно-исследовательский ветеринарный институт.

Испытание препарата проведено на белых мышах и кроликах, с обеспечением им соответствующих условий содержания и кормления (согласно санитарным нормам).

Цель испытания препарата – первичная токсикологическая экспертиза на предмет исключения наличия у препарата свойств вызывать изменения клинического состояния при попадании его в организм животных.

##### Определение острой токсичности ветеринарного препарата Гувитан-С
Острая токсичность кормовая добавка Гувитан-С была изучена на белых мышах и кроликах при его внутреннем применении. (Элементы количественной оценки фармакологического эффекта. М. Л. Беленький, 1963; Методические рекомендации по токсико-экологической оценке лекарственных средств, применяемых в ветеринарии. Воронеж 1998).
Для определения острой токсичности использовали клинически здоровых белых мышей в количестве 60 голов живой массой 19-20 г. Животные ранее не подвергались токсическому воздействию и содержались в одинаковых условиях.
Гувитан-С мышам применяли однократно орально в трёх дозах:
- Первая группа получала препарат в дозе 0,5 мл/кг.
- Вторая – в десять раз больше (5,0 мл/кг).
- Третья – в сто раз больше (50,0 мл/кг).

Объем вводимого препарата и воды не превышал 0,5 мл.
Каждой опытной группе соответствовала контрольная, где мышам вводили стерильную питьевую воду в объёме, аналогичном дозе применяемого препарата для опытных животных.

Для введения препарата Гувитан-С использовали инъекционный шприц с обрезанной и отшлифованной иглой с напоем в форме оливы. Мышам вводили препарат натощак после 12-часовой голодной выдержки, держа их в вертикальном положении. Корм животным задавали через 2-3 часа после введения препарата.

Наблюдения за животными вели в течение 30 дней. В течение всего периода опыта учитывали клиническое состояние опытных и контрольных животных, поедаемость кормов, поведение, массу тела и их сохранность. В середине (по 3 мыши) и конце опыта (все животные) были убиты для проведения патологоанатомической оценки состояния внутренних органов.
В результате проведенных исследований установлено, что Гувитан-С является нетоксичным препаратом. В ходе эксперимента не удалось установить LD50 (минимальную летальную дозу), так как за весь период наблюдения в опытных и контрольных группах не погибла ни одна мышь (табл. 1). Клинических признаков токсикоза у животных, получавших Гувитан-С, не наблюдали.
Таблица 1 – Результаты изучения острой токсичности ветеринарного препарата Гувитан-С на белых мышах.
| Группа        | Число животных | Доза мл/кг | Выжило, гол | Пало, гол |
| ------------- | -------------- | ---------- | ----------- | --------- |
| 1 опытная     | 10             | 0,5        | 10          | -         |
| 2 опытная     | 10             | 5,0        | 10          | -         |
| 3 опытная     | 10             | 50,0       | 10          | -         |
| 4 контрольная | 10             | -          | 10          | -         |
| 5 контрольная | 10             | -          | 10          | -         |
| 6 контрольная | 10             | -          | 10          | -         |

##### Определение хронической токсичности препарата
Хроническую токсичность препарата изучали на белых мышах массой 20-22 г. Животные опытной группы (10 голов) получали Гувитан-С из расчета 0,5 мл/кг живой массы ежедневно в течение 60 суток. Вводимую дозу задавали с водой в общем объёме 0,5 мл. Контрольным животным (10 голов) вводили внутрь эквивалентный объём питьевой воды. За мышами обеих групп вели ежедневные наблюдения. В конце опыта была взята кровь для гематологических и биохимических исследований. Через 30 дней от начала опыта и в конце периода наблюдения (60 дней) в каждой группе убиты по 3 мыши. Цель – проведение патологоанатомического исследования.

Установлено, что препарат, вводимый внутрь в терапевтической дозе, не оказывает токсического действия на организм мышей. За весь период наблюдений у животных не отмечалось изменений общего состояния. При исследовании крови (табл. 3) и патологоанатомическом исследовании внутренних органов какие-либо отклонения от нормы не выявлены.
Таблица 3 – Гематологические и биохимические показатели крови белых мышей при изучении хронической токсичности Гувитан-С
| Показатели           | Опытная группа | Контрольная группа |
| -------------------- | -------------- | ------------------ |
| Гемоглобин, г%       | 11,33 ± 0,13   | 7,72 ± 1,50        |
| Эритроциты, млн./мкл | 5,95 ± 0,26    | 5,51 ± 0,35        |
| Лейкоциты, тыс./мкл  | 5,75 ± 1,11    | 6,00 ± 1,82        |
| Эозинофилы, %        | 2,05 ± 0,10    | 2,00 ± 0,12        |
| Базофилы, %          | 0,5 ± 0,02     | 0,5 ± 0,02         |
| Миелоциты, %         | -              | -                  |
| Палочкоядерные, %    | 2,33 ± 0,42    | 2,31 ± 0,39        |
| Сегментоядерные, %   | 23,00 ± 2,56   | 22,00 ± 2,20       |
| Моноциты, %          | 3,20 ± 0,45    | 3,10 ± 0,40        |
| Лимфоциты, %         | 68,00 ± 3,62   | 67,00 ± 4,05       |
| Белок общий, г/л     | 52,90 ± 0,25   | 54,40 ± 0,22       |
| Альбумины, %         | 40,42 ± 4,30   | 38,25 ± 5,25       |
| α-глобулины, %       | 19,25 ± 2,3    | 18,33 ± 2,48       |
| β-глобулины, %       | 19,28 ± 3,1    | 18,55 ± 1,58       |
| γ-глобулины, %       | 16,30 ± 1,23   | 15,85 ± 2,00       |
| АЛТ, мккат/л         | 0,67 ± 0,02    | 0,65 ± 0,015       |
| АСТ, мккат/л         | 1,16 ± 0,01    | 1,02 ± 0,02        |

Примечание: Разность с контролем достоверна, Р<0,05.

Весовые коэффициенты внутренних органов у опытных животных не отличались от контрольных, это свидетельствует о том, что Гувитан-С, вызывает увеличение массы тела животных без нарушения развития внутренних органов.

На основании проведенных исследований можно сделать заключение, что Гувитан-С является малотоксичным препаратом. При испытании его в дозах в 10 и 100 раз превышающих лечебно-профилактические, не отмечено негативного влияния на организм лабораторных животных.

##### Влияние препарата на иммунобиологические показатели и продуктивность откормочных животных
Научно-производственные опыты по изучению влияния препарата Гувитан-C на физиологическое состояние, продуктивность и в качестве препарата, снижающего переход тяжелых металлов (свинец, кадмий) из кормов в продукцию животноводства проведены в АФ “Уральская” Невьянского района на бычках 18-месячного возраста.

По принципу аналогов было сформировано 3 группы бычков по 10 голов в каждой. Помимо основного рациона животные первой опытной группы получали раствор Гувитана-С в дозе 100,0 мл 2 раза в день, второй – по 150,0 мл раз в день вместе с комбикормом. Животные группы контроля препарат не получали. Все бычки находились в одинаковых условиях и получали один и тот же рацион. Продолжительность эксперимента составила 90 дней.
Как показали результаты исследований, дача препарата Гувитан-С ведет к позитивным изменениям в составе крови. Отмечено достоверное увеличение содержания эритроцитов, гемоглобина. Так уровень эритроцитов и гемоглобина у животных первой опытной группы был выше на 8,14 - 14,11 и 4,70 - 9,97%, а во второй – на 11,46 - 15,57 и на 8,05% соответственно, чем в контроле.

Установлено положительное влияние дачи Гувитана-С на показатели клеточного иммунитета. Через 60 дней от начала применения препарата количество Т-лимфоцитов у животных первой опытной группы возросло на 7,96%, во второй на 35,45% по сравнению с фоном, в то время как у животных контрольной группы данный показатель остался на прежнем уровне. Аналогичная закономерность прослеживается и к концу периода наблюдения. Фагоцитарная активность нейтрофилов на 90-й день достоверно увеличилась в обеих опытных группах на 14,47 и 19,27% по сравнению с исходными данными.
При токсикологическом исследовании биоматериала установлено, что при скармливании ветеринарного препарата Гувитан-С изменяется содержание тяжелых металлов в организме откормочных бычков. У животных, получавших препарат 2 раза в день по 100,0 на голову, выявлено достоверное снижение содержания Pb и Cd.

Через 90 дней от начала скармливания препарата уровень Pb по сравнению с контрольными животными  снизился в мышцах на 62,3%, в печени – на 28,57%, почках – на 15,75%, костях – на 29,63%. Содержание Cd уменьшилось в мышцах и почках на 20,0 и 29,23% соответственно.

##### Влияние препарата на клиническое состояние продуктивности коров
В результате дачи стельным животным Гувитана-С, в крови повышается содержание гемоглобина, эритроцитов, нормализуются значения индекса Т/В-лимфоциты (93,8; 6,0 и 1,57 против 89,6; 5,5 и 1,12 соответственно). Активизируется и гуморальный иммунитет. На это указывает рост показателей бактерицидной, лизоцимной активности сыворотки крови на 9,86 и 24,37%. Изменения аналогичного характера происходят и в крови телят, полученных от матерей опытной группы, хотя они Гувитан-С не получали.

За период наблюдения зарегистрирована тенденция физиологического снижения удоя коров, как в опытной, так и в контрольной группах. Однако, у контрольных животных удой снизился на 27,0%, в то время как у опытных коров – только на 8,0% или в 3,4 раза меньше, чем в контроле.

Результаты исследования показали, что у коров, получавших Гувитан-С содержание свинца и кадмия в мышцах меньше в 2-3 раза по сравнению с контрольными животными.

Таким образом, на основании проведенных исследований можно сделать вывод, Гувитан-С обладает выраженным положительным действием. Введение его в рацион животных стимулирует прирост живой массы, продуктивность, повышает защитные силы организма и обеспечивает получение нормативной  продукции на фоне загрязнения окружающей среды тяжелыми металлами. Действие гуминовых кислот можно объяснить высокими абсорбционными свойствами, способствующими обезвреживанию токсинов в желудочно-кишечном тракте, улучшению пищеварения и усвояемости кормов.

##### Влияние препарата на продуктивность птицы
Результаты исследования показали, что препарат Гувитан-С положительно влияет на продуктивность птицы и качество яйца. Так за период применения препарата увеличилась сохранность птицы. Сократился период разноса (90% яйценоскости) на 7 дней. Соответственно у опытной группы яиц собрано больше.

Качество яиц у опытной группы по сравнению с контролем оказа-лось выше. Выше процент чистого яйца. Такой вид брака, как отсутствие скорлупы - «голыш» в опытной группе не наблюдался, тогда, как в контрольной группе таких было 1890 яиц, т. е. 0,70%. Масса яйца у опытной группы выше на 4,2 грамма.

## Фармакологические свойства
Входящие в состав препарата Гувитан-С активные компоненты (гуминовые кислоты, макро, микроэлементы) активизируют пищеварительные внутриклеточные ферментные системы и обменные процессы. Способствуют повышению резистентности организма к неблагоприятным факторам внешней среды.
В процессе температурно-щелочного воздействия гуминовые кислоты переходят в растворимое состояние, что обеспечивает повышение их биологической активности. Наличие в их молекулах кислородсодержащих функциональных групп, обусловливает их способность вступать в ионные и донорно-акцепторные взаимодействия, образовывать водородные соединения, активно участвуя в сорбционных процессах. Органические соединения торфа обладают мягким вяжущим эффектом.

## Порядок применения
Гувитан-С применяют крупному рогатому скоту, поросятам и сельскохозяйственной птице с лечебной и профилактической целью при заболеваниях желудочно-кишечного тракта, нарушениях обмена веществ и в целях повышения не специфической резистентности и продуктивности животных.
Препарат применяется перорально в виде водного раствора. Для приготовления водного раствора в ёмкость (эмалированную или из пищевой пластмассы) наливают горячую воду (80±10 °C) в количестве, указанном на этикетке (12,5 или 25 литров, в зависимости от расфасовки препарата). Упаковочный полиамид-полиэтиленовый пакет надрезают, и фильтрующий пакет из нетканого материала помещают в ёмкость с водой. В течение 15 минут пакет необходимо погружать в воду тупым предметом до полного смачивания и удаления из него воздуха. После этого ёмкость следует закрыть крышкой и настаивать раствор в течение 12 часов, после чего фильтрующий пакет извлекают и тщательно отжимают, не допуская разрыва.
С целью профилактики желудочно-кишечных заболеваний и нарушений обмена веществ, а также для повышения не специфической резистентности и продуктивности животных водный раствор Гувитан-С применяют в дозе 0,5 мл/кг массы животного 1-2 раза в день в течение 20-30 дней, после чего делают перерыв 15 дней, затем цикл повторяют.
С лечебной целью водный раствор Гувитан-С применяют в дозе 0,75 мл/кг массы животного 2-3 раза в сутки в течение 7-8 дней. При необходимости курс лечения повторяют.
Побочных явлений и осложнений при применении Гувитан-С в соответствии с настоящей инструкцией не наблюдается.
При повышенной индивидуальной чувствительности животного к активным компонентам препарата и появлении аллергических реакций использование Гувитана-С прекращают.

## Меры личной профилактики
При работе с препаратом следует соблюдать общие правила личной гигиены и техники безопасности, предусмотренные при работе с лекарственными средствами.

Препарат следует хранить в местах, недоступных для детей.